# Andreas Brunner (Historiker, 1589)
Andreas Brunner (* 30. November 1589 in Hall in Tirol; † 20. April 1650 in Innsbruck) war ein Jesuit und bayerischer Geschichtsschreiber.

## Biographie
Andreas Brunner trat 1605 mit 16 Jahren in Landsberg am Lech in die Gesellschaft Jesu ein und studierte anschließend an der Universität Ingolstadt. Nach dem Studium wirkte er als Ethikprofessor und Universitätsprediger in Dillingen (1619/20) und Freiburg im Breisgau. Ab 1622 war er als kurfürstlicher Historiograph und Präses der Marianischen Kongregation in München und ab 1637 als Prediger in Innsbruck tätig.
Während des Dreißigjährigen Krieges wurde er 1632 von den Schweden von München nach Augsburg verschleppt und bis 1635 als Geisel gefangen gehalten. Als Jesuiten-Provinzial reiste er 1649 zur Wahl des Ordens-Generals nach Rom.
Das Hauptwerk von Andreas Brunner sind die von Kurfürst Maximilian in Auftrag gegebenen Annales virtutis et fortunae Boiorum. Sein Vorgänger und Lehrer in der Geschichtsschreibung war Matthäus Rader SJ. Andreas Brunner musste die Darstellung der bayerischen Geschichte mit dem Jahr 1314 beenden, da seine Darstellung der Herrschaft von Kaiser Ludwig dem Baiern und seiner Auseinandersetzung mit Papst Johannes XXII. bei der Ordensleitung auf Widerspruch stieß. Auf der Grundlage des von ihm gesammelten Materials wurden die Annales von Nicolaus Burgundus und Johannes Vervaux SJ fortgesetzt.

## Werke
- Annales virtutis et fortunae Bojorum a primis initiis ad annum 1314 (3 Bände: I 1626; II 1629; III 1635)

- Fasti Mariani (1630)

- Nabuchadonosorem in theatrum productum in nuptiis Maximiliani Bavar. Elector. et Mariae Annae austriacae nomine Collegii Monacensis (1635)

- Excubiae tutelares LX heroum (1637)
- Demonstrationem divinae Misericordiae in conversione peccatorum factam octo Dramatibus